# Canción Andaluza
Canción Andaluza es el álbum de estudio final del músico español Paco de Lucía, lanzado el 29 de abril de 2014 a través de Universal Music España. Fue lanzado de forma póstuma luego su muerte el 25 de febrero del mismo año y cuenta con colaboraciones con Oscar D'León, Estrella Morente and Vicente de Castro "Parrita".
El álbum fue grabado en su estudio en Mallorca, España. El proceso de producción del álbum aparece en el documental de 2014 Paco de Lucía: La Búsqueda, dirigido por Francisco Sánchez Varela.
En los Premios Grammy Latinos de 2014, el álbum ganó Álbum del Año, convirtiéndose en el primer álbum de música flamenca en ganar ese premio, además el álbum también ganó a Mejor Álbum de Música Flamenca, siendo la tercera vez que Paco de Lucía recibe este premio tras ganar por Cositas Buenas en 2004 y En Vivo Conciertos España 2010 en 2012.

## Lista de canciones
Todas las canciones fueron producidas por Paco de Lucía.

| Canción Andaluza |                                                        |                                                                                           |          |  |
| N.º              | Título                                                 | Escritor(es)                                                                              | Duración |  |
| 1.               | «Maria de la O»                                        | Miguel Manuel López Quiroga, Rafael de León Arias de Saavedra, Salvador Federico Valverde | 3:56     |  |
| 2.               | «Ojos Verdes»                                          | M. López Quiroga, R. Arias de Saavedra, S. Federico Valverde                              | 4:46     |  |
| 3.               | «Romance de Valentía»                                  | Antonio Quintero, M. López Quiroga, R. Arias de Saavedra                                  | 4:03     |  |
| 4.               | «Te He de Querer Mientras Viva» (con Estrella Morente) | M. Lopez Quiroga, R. Arias de Saavedra                                                    | 3:36     |  |
| 5.               | «La Chiquita Piconera»                                 | M. López Quiroga, Nicolás Callejón López, R. Arias de Saavedra                            | 3:22     |  |
| 6.               | «Zambra Gitana» (con Parrita)                          | A. Quintero, M. López Quiroga, R. Arias de Saavedra                                       | 4:06     |  |
| 7.               | «Quiroga por Bulerías»                                 | A. Quintero, M. López Quiroga, R. Arias de Saavedra                                       | 6:10     |  |
| 8.               | «Señorita» (con Oscar D'León)                          | Juan Solano Pedrero, R. Arias de Saavedra                                                 | 5:52     |  |
| 35:50            |                                                        |                                                                                           |          |  |

## Posiciones
| Lista                       | Posición |
| --------------------------- | -------- |
| Top 100 España (PROMUSICAE) | 1        |